# Astragalus sabuletorum
Astragalus sabuletorum es una  especie de planta herbácea perteneciente a la familia de las leguminosas. Es originaria del Asia Central
Es una planta herbácea perennifolia originaria del Asia Central donde se distribuye por Kazajistán,  y Mongolia.

## Taxonomía
Astragalus sabuletorum fue descrita por  Karl Friedrich von Ledebour y publicado en Flora Altaica 3: 321. 1831.
Etimología
Astragalus: nombre genérico derivado del griego clásico άστράγαλος y luego del Latín astrăgălus aplicado ya en la antigüedad, entre otras cosas, a algunas plantas de la familia Fabaceae, debido a la forma cúbica de sus semillas parecidas a un hueso del pie.
sabuletorum: epíteto latino 